# Manoir Béranger
Le manoir Béranger est un hôtel particulier situé à Tours. Il est aujourd'hui plus souvent mentionné comme "Villa Rabelais - Maison des cultures gastronomiques".

## Localisation
L'hôtel est situé au 116 boulevard Béranger, à Tours. Le bâtiment et les dépendances qui vont avec sont situés sur les anciens remparts de la ville de Tours, notamment sur une partie de l'ancien bastion Saint-Joseph.

## Historique
L'hôtel est construit en 1884 par l'architecte Stephen Sauvestre pour le compte du banquier Georges Goüin (1850-1925), fils du sénateur Eugène Goüin.

### Acquisition de la parcelle par Georges Goüin
Le 3 octobre 1883 Georges Goüin achète un terrain d'une surface de 15 ares et 52 centiares au niveau du numéro 114/116 du boulevard Béranger. Les vendeurs sont Louis Alexandre Nouveau et Mme Rose Agathe Besnard, demeurant ensemble à Tours 85 rue de Boisdeniers, et Jean Baptiste Théodore Bressoud et Mme Léontine Virginie Surblé, demeurant au 83 rue de la Dolve à Tours. Deux couples de propriétaires qui résident dans l'ancienne commune de Saint-Étienne. Le prix est de 94 672 francs payés comptant par Georges Goüin. Ce terrain joint au Nord le boulevard Béranger. Le 17 novembre 1883 il achète de nouveau un deuxième terrain de 29 ares et 94 centiares dans le prolongement du premier. Il est bordé au nord par le précédent et donne sur la rue de la Dolve au Sud. Il achète le terrain à Louis Ernous « père », propriétaire demeurant au 53 avenue de Grammont, agissant pour lui et ses deux fils (respectant ainsi une procuration) : Ernest Louis Ernous, docteur en médecine demeurant à Paris, et Marcel Émile Ernous, docteur en médecine. Le prix déboursé pour ce terrain est de 68 485 francs. Au total, Georges Goüin débourse 163 157 francs pour 45 ares 46 centiares, soit 4 546 m². Deux immeubles sur ces terrains sont déjà présents au moment de la vente. Leurs états ne sont pas détaillés tout comme l’état des deux terrains. Georges Goüin en achetant ces terrains s’engage à les prendre en l’état au moment de la vente. Par la réunification de ses deux terrains, une parcelle traversante se crée donnant au nord sur le boulevard Béranger et au Sud sur la rue de la Dolve. Le 4 septembre 1895 Georges Goüin achète en plus un terrain d’une contenance de 850 m2, pour la somme de 20 008,35 francs, pour en faire un potager. La totalité des terrains énoncés forment ainsi la parcelle sur laquelle est construite la villa.

### Description de la villa

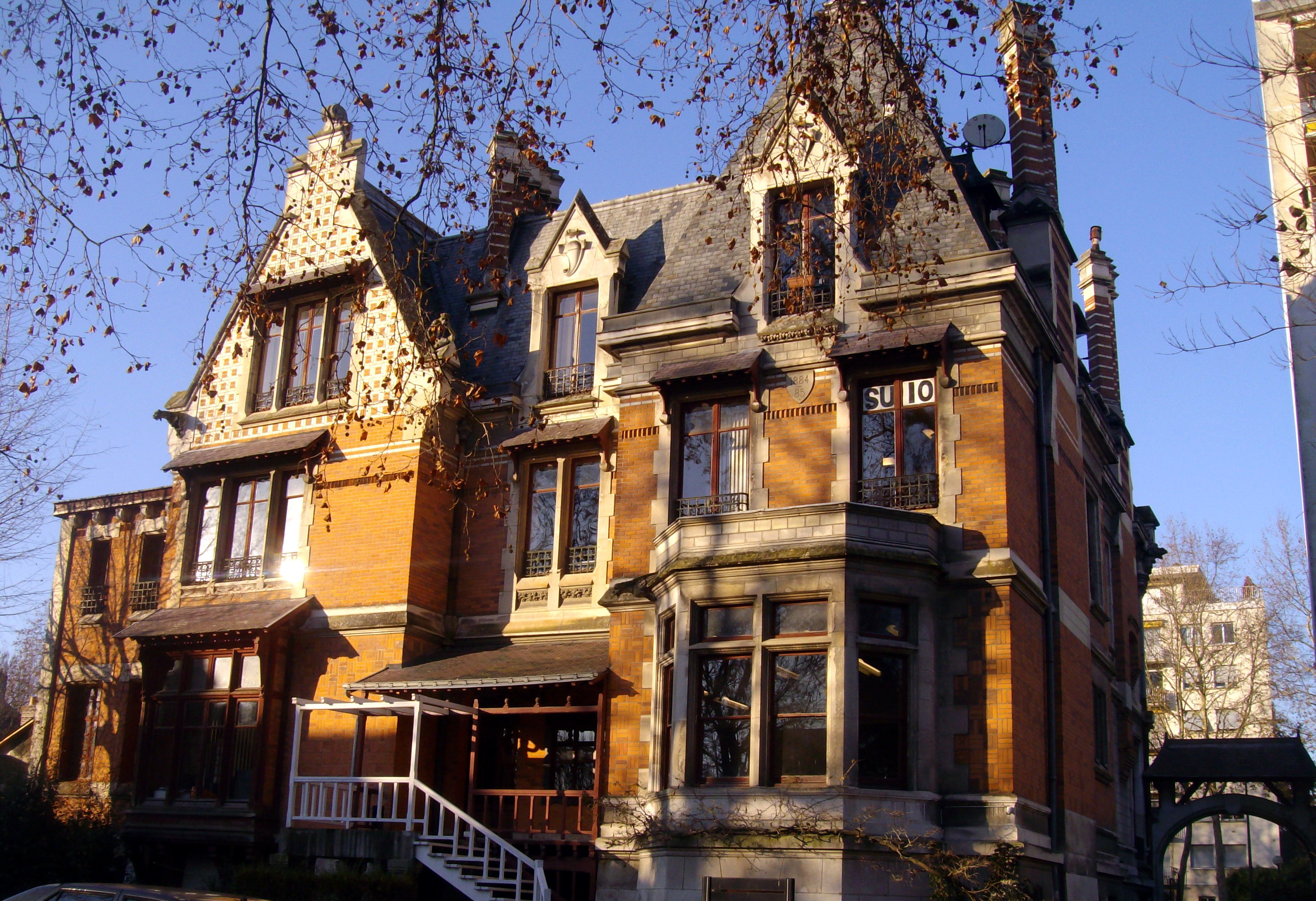
Façade, côté jardin.

L'hôtel, l'un des plus grands du boulevard Béranger, comprend une multitude de pièces du vivant de son propriétaire initiale. Le notaire en dressant l'inventaire après le décès de Georges Goüin en fait la description suivante: « Vaste sous-sol dans lequel existent : grande cuisine, arrière cuisine, caves, débarras, calorifère et serre bois. Au rez de chaussée – Vestibule auquel on accède par un perron : grand hall, bureau à droite donnant sur le boulevard, grande salle à manger donnant sur le parc, grand salon billard sur le parc et salon de danse à la suite vers le boulevard, office. Au premier étage au midi : deux chambres avec cabinets de toilette dont une avec salle de bain et petit salon ; au nord : deux chambres avec cabinets de toilette et une grande garde robe et water closet. Au deuxième étage : trois grandes chambres de maîtres, une lingère et cinq chambres de domestiques. Loge de concierge sur le boulevard. Grand parc derrière l’hôtel s’étendant jusqu’à la rue Victor Hugo sur laquelle il y a une entrée cochère. Au fond du parc grands bâtiments de service comprenant : écurie avec six places de chevaux, deux remises, deux logements pour personnel, greniers à fourages. Jardin potager dépendant également de l'hôtel situé en bordure de la rue Victor Hugo sur laquelle il porte le numéro 113 »

### Un haut lieu de réception pour la société mondaine

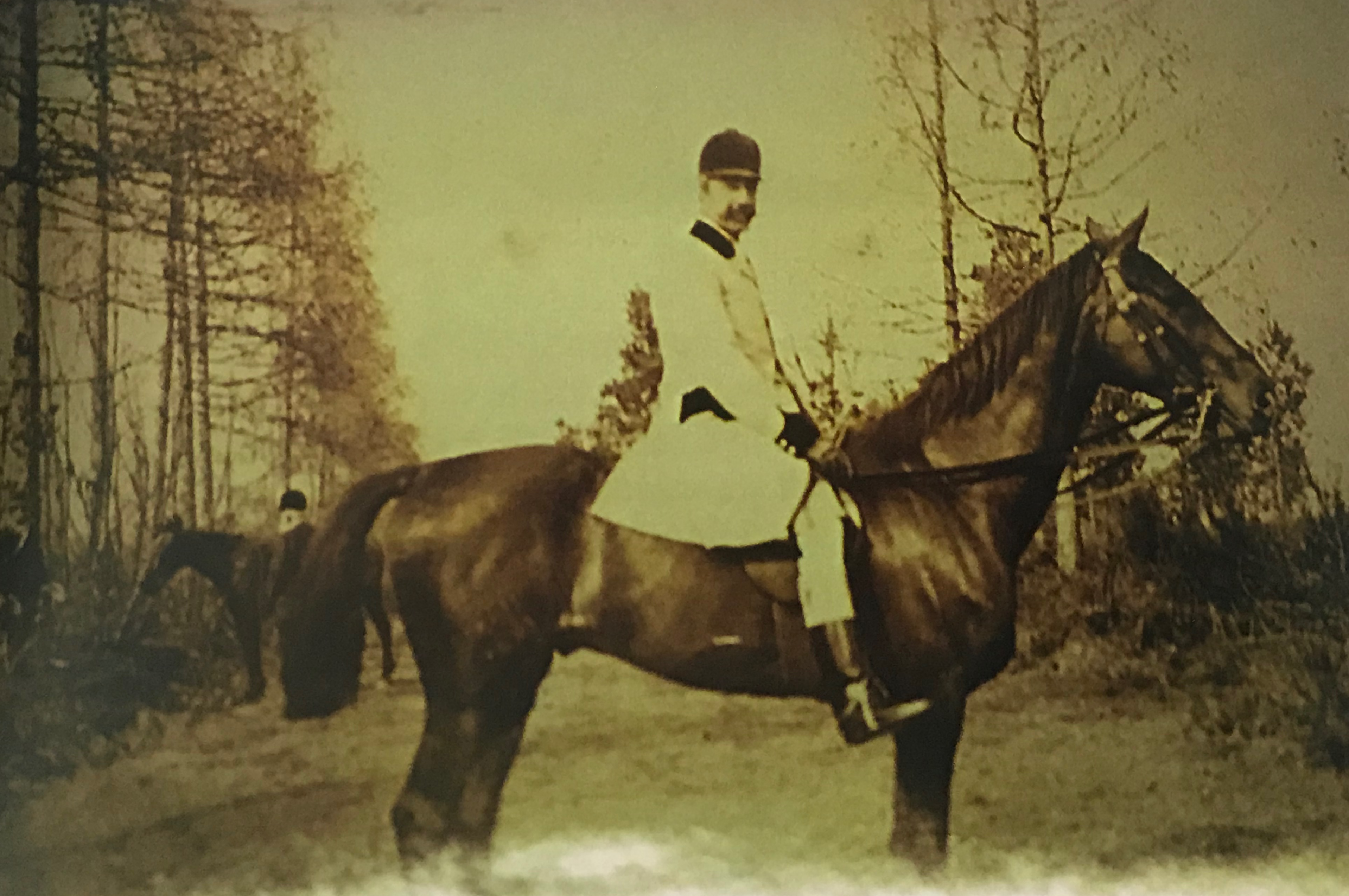
Photographie de Georges Goüin.

Deux grandes soirées organisées par Georges Goüin dans sa villa du 116 boulevard Béranger à Tours sont connues. Une première ayant lieu le mardi 31 janvier 1888, la seconde le 24 novembre 1900. La première est relatée dans Le Gaulois, la seconde dans Le Figaro. Ici nous sommes en présence de deux évènements se déroulant le soir. Pour la soirée de 1888, Georges Goüin fait venir des danseurs de la garnison de Tours et de Saumur. Dans ces deux organisations des musiciens sont peut-être présents. Le cotillon est toujours la danse de mise. Un grand nombre d’invités possèdent des titres de noblesse. La famille Goüin est présente avec la sœur de Georges nommée « Mme P. de Montalivet ». Il s'agit du Vicomte Jacques de la Salle[Quoi ?]. La deuxième soirée organisée le 24 novembre 1900 donne plus de précision sur le nombre de participants. Pas loin de 250 convives prennent part à la soirée. Le Journal d’Indre-et-Loire (quotidien local) mentionne cette soirée. L'article permet d’apporter des informations supplémentaires. Ce dernier révèle l’existence d’une « saison mondaine » dans Tours et ses environs. Georges Goüin a le privilège d’ouvrir les festivités. Sur les 250 convives, il y a la présence d’une cinquantaine de couples qui dansent. Les dates auxquelles ont lieu ces évènements organisés par Georges Goüin respectent en réalité un calendrier précis. Catherine Pellissier, par exemple, observe que « dans la bonne société, la fixation d’un calendrier mondain s’est effectuée progressivement au fil du siècle. » Les bals de Georges Goüin ont lieu en janvier et novembre. La vie mondaine se divise en deux. « Avant et pendant le carême, celui-ci s’étendant du mercredi des Cendres jusqu’au jour de Pâques. Avant le carême, elle bat son plein. Il n’existe pas d’ouverture officielle de la saison ». La période du carnaval est foisonnante. À partir du carême, les personnes sont plus assagies, sans doute par la morale chrétienne. La saison mondaine va progressivement s’estomper vers Pâques au fur et à mesure des départs vers les lieux de villégiature. Concernant le nombre impressionnant de personnes recensées dans les festivités de Georges Goüin, il faut noter que « la principale fonction des bals de la bourgeoisie est sociale. L’entrée dans le monde passe par cet espace de sociabilité. » Georges Goüin en organisant ce genre d'évènements doit garder un caractère officiel et pas seulement festif. Lorsqu’il est annoncé 250 convives dans une soirée, il faut voir certaines personnes passer pour saluer l'hôte, faire en quelque sorte un devoir moral et ne pas rester plus d'une heure.

### Le devenir du bâtiment à la suite du décès de Georges Goüin

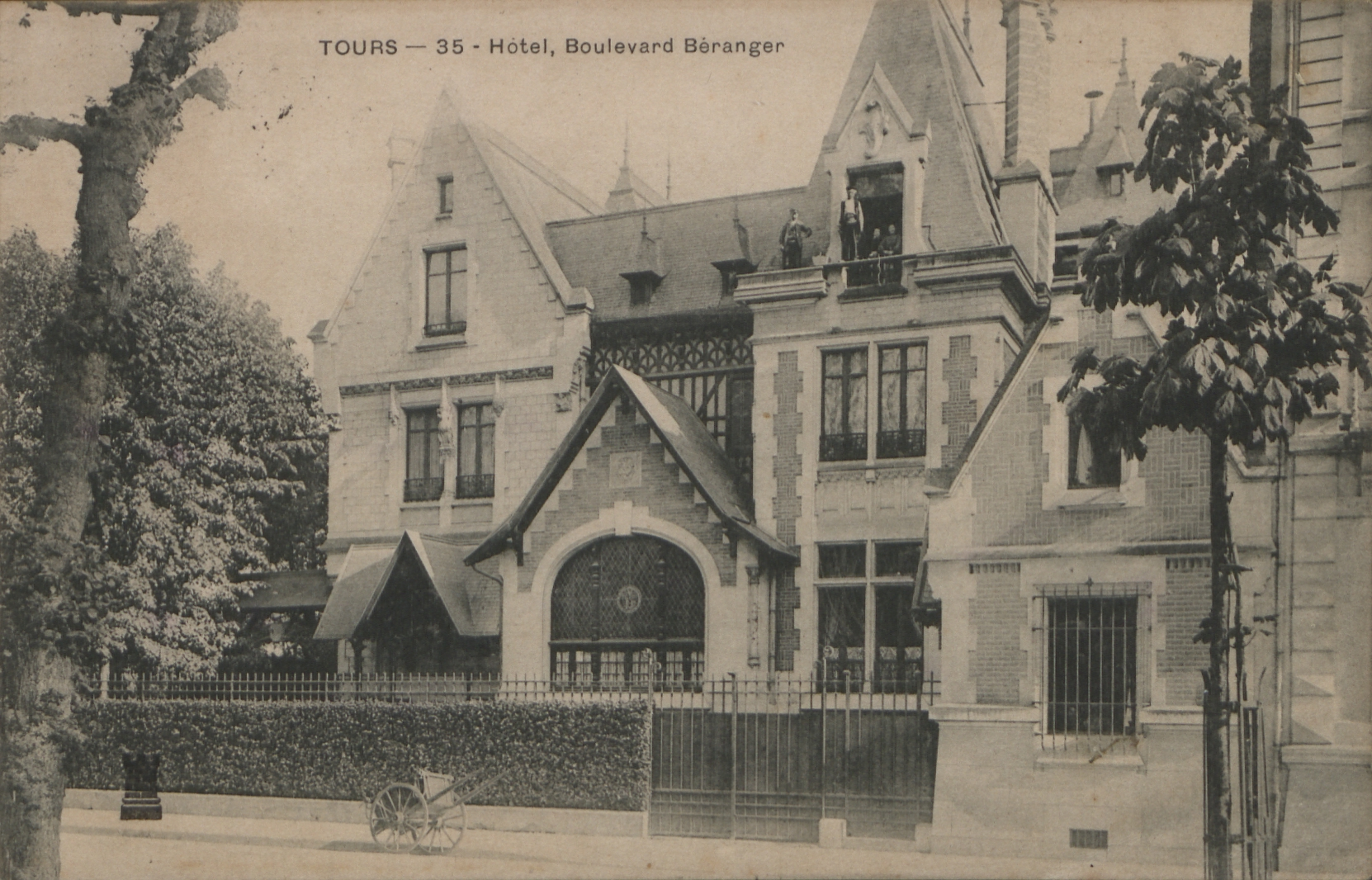
Le Manoir Béranger

Georges Goüin n'ayant pas eu d'enfant de son épouse Jane Taigny (fille d'Edmond Taigny), le manoir Béranger passe à son décès, en 1925, aux religieuses de la Compagnie de Sainte-Ursule, qui y ouvrent une école et un pensionnat. Effectivement, Georges Goüin décède le 5 février 1925 dans son hôtel particulier situé au 116 boulevard Béranger à Tours. Le bâtiment n'est pas légué à titre particulier. Son propriétaire n'en fait aucune mention que ce soit dans son premier testament en date du 26 avril 1910, ou encore dans son second en date du 18 septembre 1924, ni même au codicille de ce derniers en date du 2 septembre 1924. Les légataires de Georges Goüin décident finalement de le mettre en vente. La villa est donc vendue aux enchères le 3 juin 1925 à Tours. L'acheteuse Élisabeth Amédée Marie Josèphe Guislaine Van de Walle obtient le bien pour 431 000 Francs (l'estimation au début de la vente était de 350 000 francs).

### Le caractère public du bâtiment
La ville de Tours rachète l'hôtel en 1949 pour y installer l'École de droit, qui ouvre l’année suivante. Il est ensuite occupé par les Presses universitaires François-Rabelais.
Il accueille aujourd'hui la Cité internationale de la gastronomie (Villa Rabelais).
L'hôtel est inscrit à l'inventaire général du patrimoine culturel depuis 1991.